# The Elder Scrolls: Legends
The Elder Scrolls: Legends è un videogioco strategico. I personaggi rappresentati in ciascuna carta sono quelli della serie di videogiochi The Elder Scrolls sviluppata da Bethesda Softworks.